# Trình Bá Hưu Phụ
Trình Bá Hưu Phụ (程伯休甫), là một bá tước của nước Trình vào thời kỳ đầu nhà Chu. Theo ghi chép, Trình Bá Hưu Phụ là hậu duệ của Trùng Lê (重黎). Trùng Lê từng giữ chức Chúc Dung (祝融) vào thời nhà Hạ, và con cháu ông nối tiếp chức vụ này qua các triều đại Đường, Ngu, Hạ, và Thương. 

## Sự nghiệp
Trình Bá Hưu Phụ đã theo Chu Công trong cuộc Đông chinh, chỉ huy quân đội đánh chiếm và kiểm soát cố đô của nước Từ (nay là thành cổ Xá, phía đông nam Đằng Châu, Sơn Đông). Vì công lao này, ông được phong đến đất Trình (nay được cho là phía đông thành phố Hàm Dương, tỉnh Thiểm Tây hoặc phía đông thành phố Lạc Dương, tỉnh Hà Nam) và đảm nhiệm chức Đại Tư Mã (大司马) của triều đại nhà Chu. Con cháu của ông nối tiếp kế thừa chức vụ này qua nhiều thế hệ. Vua nhà Chu cũng cho phép lấy chức quan làm họ. Từ đó, họ Tư Mã được hình thành.